# Peter Rybár
Peter Rybár (* 15. června 1969) je bývalý slovenský fotbalový obránce.

## Fotbalová kariéra
V československé hrál za Duklu Banská Bystrica. Nastoupil v 5 ligových utkáních. Gól v lize nedal. Ve druhé nejvyšší soutěži hrál i za Baník Prievidza.

## Ligová bilance
| Ročník                                      | Zápasy | Góly | Minuty | Klub                  |
| ------------------------------------------- | ------ | ---- | ------ | --------------------- |
| 1. slovenská národní fotbalová liga 1987/88 | 1      | 0    | –      | Baník Prievidza       |
| 1. československá fotbalová liga 1991/92    | 5      | 0    | 370    | Dukla Banská Bystrica |
| CELKEM 1. liga                              | 5      | 0    | 370    |                       |